# Renault Viva Grand Sport

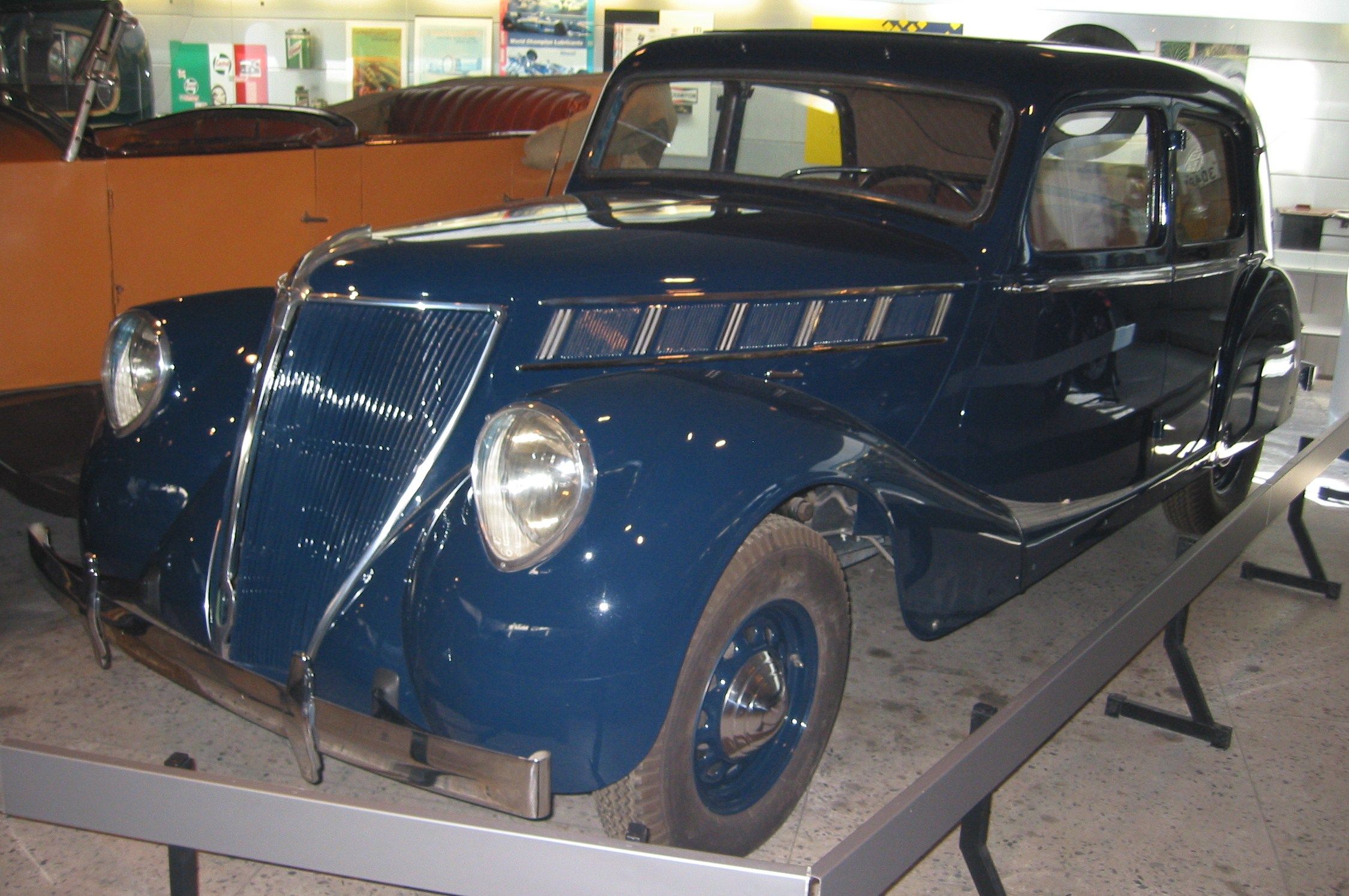
Seitlich abgerundeter Kühlergrill mit vertikaler Unterteilung:
Type BCX 3 als Limousine (1938)

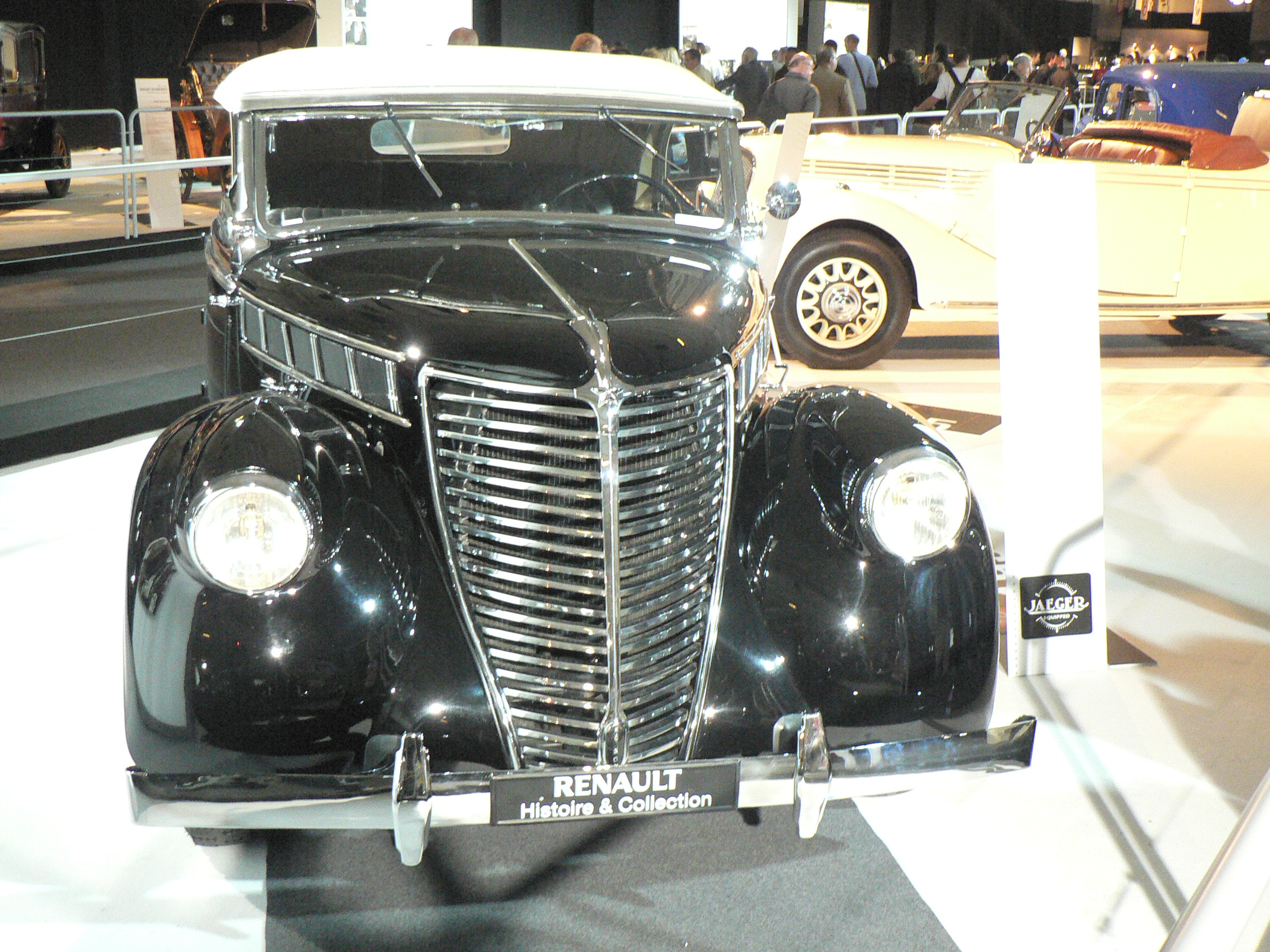
Seitlich abgerundeter Kühlergrill mit waagerechter Unterteilung sowie integrierte Scheinwerfer:
Type BCX 4 (1938)

Der Renault Viva Grand Sport war ein Personenkraftwagenmodell der Zwischenkriegszeit von Renault. Die Typencodes lauteten Type ACX, Type BCX und Type BDV.

## Beschreibung
Die nationale Zulassungsbehörde erteilte der ersten Ausführung am 18. Februar 1935 seine Zulassung. Vorgänger war der Renault Vivastella Grand Sport. 1939 endete die Produktion ohne Nachfolger.
Der wassergekühlte Sechszylindermotor mit 85 mm Bohrung und 120 mm Hub leistete aus 4086 cm³ Hubraum 95 PS. Die Motorleistung wurde über eine Kardanwelle an die Hinterachse geleitet.

### Type ACX 1
Bei einem Radstand von 296 cm und einer Spurweite von 145,4 cm war das Fahrzeug 468,5 cm lang. Eine Quelle gibt davon abweichend 295 cm Radstand, 440 cm Fahrzeuglänge und 188 cm Fahrzeugbreite an. Eine Internetseite nennt 160 cm Fahrzeughöhe, gibt aber nicht an, auf welche Karosserieversion sich diese Angabe bezieht. Der Wendekreis war mit 14 Metern angegeben. Das Fahrgestell wog 930 kg. Zur Wahl standen Limousine, Roadster mit Notsitz und Cabriolet. Der Verzicht auf Trittbretter sorgte für eine größere Innenbreite. Die Scheinwerfer waren weitgehend in die Kotflügel integriert. An den Seiten der Motorhaube befanden sich drei bis fünf waagerechte Lüftungsschlitze. Der ovale Kühlergrill war senkrecht unterteilt und reichte hinunter bis zwischen die beiden kurzen vorderen Stoßstangen.
Nach einer Modellpflege im April 1935 waren Front- und Heckscheibe einteilig ausgeführt.

### Type ACX 2
Diese Ausführung wurde im Oktober 1935 auf dem Pariser Automobilsalon präsentiert. Als einziger Unterschied kam eine einteilige, in der Mitte nach unten gebogene vordere Stoßstangen zum Einsatz. Die Fahrzeuglänge schwankt je nach Quelle zwischen 468,5 cm und 476 cm. Zwischen Oktober und November des Jahres wurden 152 Fahrzeuge der alten Ausführung umgebaut. Zu den bekannten Karosserievarianten kam ein Coupé mit Notsitz dazu, das 463,5 cm lang war.

### Type ACX 3
Die nächste Ausführung erschien im Oktober 1936. Erkennbar waren die Modelle an einem vertikal unterteilten Kühlergrill, der seitlich abgerundet war, und an fünf Lüftungsöffnungen in Parallelogramm-Form an den Seiten der Motorhaube. Weiterhin standen die bisherigen vier Karosserieversionen im Angebot.

### Type BCX 1
Diese Ausführung wurde ab März 1937 vermarktet, nachdem sie am 22. Februar des Jahres die Zulassung erhielt. Die vordere Stoßstange war nun gerade. Die Fahrzeuge waren mit einem mechanischen Bremskraftverstärker ausgestattet. Das Coupé war nicht mehr gelistet.

### Type BCX 2
Diese im Oktober 1937 präsentierte Ausführung entsprach weitgehend dem vorherigen Modell. Die Abdeckung der Hinterräder entfiel. An den Türen befand sich in Höhe der Türgriffe eine breite verchromte Leiste.

### Type BCX 3
Zugelassen ab 28. April 1938 und vermarktet ab Ende April 1938, hatte die Ausführung wieder verkleidete Hinterräder.

### Type BCX 4
Über diese Ausführung ist wenig bekannt. Es gibt Hinweise auf einen Produktionszeitraum von April 1938 bis Oktober 1938 sowie 136 hergestellte Exemplare. In Bezug auf die Scheinwerfer entsprach das Modell den bisherigen Ausführungen, der waagerecht unterteilte Kühlergrill dagegen dem Folgemodell.

### Type BDV 1
Am 3. Oktober 1938 erhielt diese Ausführung die Zulassung. Der Kühlergrill war nun waagerecht unterteilt. Die Scheinwerfer waren höher angeordnet als vorher und nur noch teilweise in die Kotflügel integriert. Neben Limousine, Roadster und Cabriolet war auch wieder ein Coupé lieferbar.

## Trivia
Louis de Funès fuhr einen Viva Grand Sport Type BCX 1 vom März 1937 mit dem französischen Kennzeichen 620 CQ 44.